# Paul Vanuxem
Paul Vanuxem (ur. 22 lipca 1904 w Bully-les-Mines, zm. 1979 w Paryżu) – francuski generał dywizji i członek OAS. Zwolennik Algierii Francuskiej.

## Młodość
Kształcił się na uniwersytecie w Lille, a jego kierunkiem była filozofia. Tam został monarchistą. Uczęszczał również do college'u w Argentan. W czasie II wojny światowej wstąpił do 4 Dywizji Strzelców, a po klęsce Francji zaciągnął się do francuskiej 1 Armii Wolnych Francuzów. W jej szeregach walczył w bitwie o Monte Cassino. Brał udział w wojnie w Indochinach jako podwładny marszałka Jeana de Lattre de Tassigniego. Tam awansował do stopnia pułkownika. W latach 1954–1955 głównodowodzący sił francuskich w okupacji Austrii i Berlina Zachodniego, tam też został generałem. Chciał zachować jak najwięcej z kolonii Francji, a bogata w złoża mineralne Algieria była według generała niezbędna dla mocarstwowości ojczyzny. Na wieść o referendum dla tego kraju wstąpił do OAS kierowanego przez swego przyjaciela i wzorzec do naśladowania generała Raoula Salana (mimo że ten ostatni popierał Petaina w wojnie). Otrzymał pseudonim „Verdun” i brał udział w wielu akcjach organizacji. Jak sam mówi, jako członek Armii Sekretnej zabił 46 algierskich partyzantów i 3 francuskich oponentów. Był lubiany przez swych żołnierzy. Po wojnie algierskiej skorzystał z amnestii. Potem zajął się pisaniem.

## Prace
- Les contes du temps perdu, Editions Ariane 1964
- Espoir à Saïgon, Table ronde 1967
- Enquète au pays du Levant, Plon 1971
- Le destin exemplaire de de Lattre en Indochine, Societé de production litteraire 1977